# ケッテンカンプ
ケッテンカンプ (ドイツ語: Kettenkamp) は、ドイツ連邦共和国ニーダーザクセン州オスナブリュック郡北部のザムトゲマインデ・ベルゼンブリュックを構成する町村（以下、本項では便宜上「町」と記述する）である。この町は、面積においても、人口においてもオスナブリュック郡最小の町である。

## 地理
ケッテンカンプはアンクマー丘陵の北数 km のアルトラント南部に位置する。ここはトイトブルクの森北部＝ヴィーエン山地自然公園の北西端にあたる。

### 隣接する市町村
ケッテンカンプは、北はメンスラーゲ、東はノルトルプ、南はアンクム、西はエッガーミューレンおよびベルゲと境を接している。

### 自治体の構成
この町はケッテンカンプ地区とその周辺に位置するいくつかの農場で形成されている。

### 気候
北海からの湿った北西風の影響を受ける温帯海洋性気候である。エッガーミューレの年間平均気温は 8.5 - 9.0 ℃、年間降水量は約 700 mm である。5月から8月までの間に平均 20 - 25日の夏日がある。

## 歴史
エッゲ川の両岸に農場が並ぶ列村としてこの集落が初めて記録されたのは1188年で、「Kedinchem」と表記されている。ここは元々ラーヴェンスベルク伯の家人であったケディンヒェム騎士家の所領であったが、1264年からオスナブリュック司教領となった。オスナブリュック司教は1350年にテルクカンプス水車をクヴァーケンブリュックの城吏ヨハン・フォン・アルンホルストにレーエンとして与えた。
時代とともにこの町について様々な表記がなされている: Kedinchem から Katenchem (1231年)、Kettinckamp (1426年)、Ketekampe (1426年)、Ketenkampe (1512年)、Keddenkamp (1567年)、そして400年ほど前から Kattenkamp と表記されている。

## 住民

### 人口推移
以下の表は、各年の12月31日時点での町域における人口を示している。
数値は、1987年5月25日の人口調査結果に基づくニーダーザクセン州統計およびコミュニケーション技術局の研究結果である。
1961年（6月6日）と1970年（5月27日）の数値は、人口調査の結果である。
| 年   | 人口（人） |
| ---- | ---------- |
| 1961 | 970        |
| 1970 | 1,126      |
| 1987 | 1,232      |
| 1990 | 1,277      |
| 1995 | 1,565      |
| 2000 | 1,708      |
| 2005 | 1,731      |
| 2010 | 1,723      |
| 2011 | 1,720      |

## 行政

### 議会
この町の議会は11議席で構成されている。

## 文化と見所

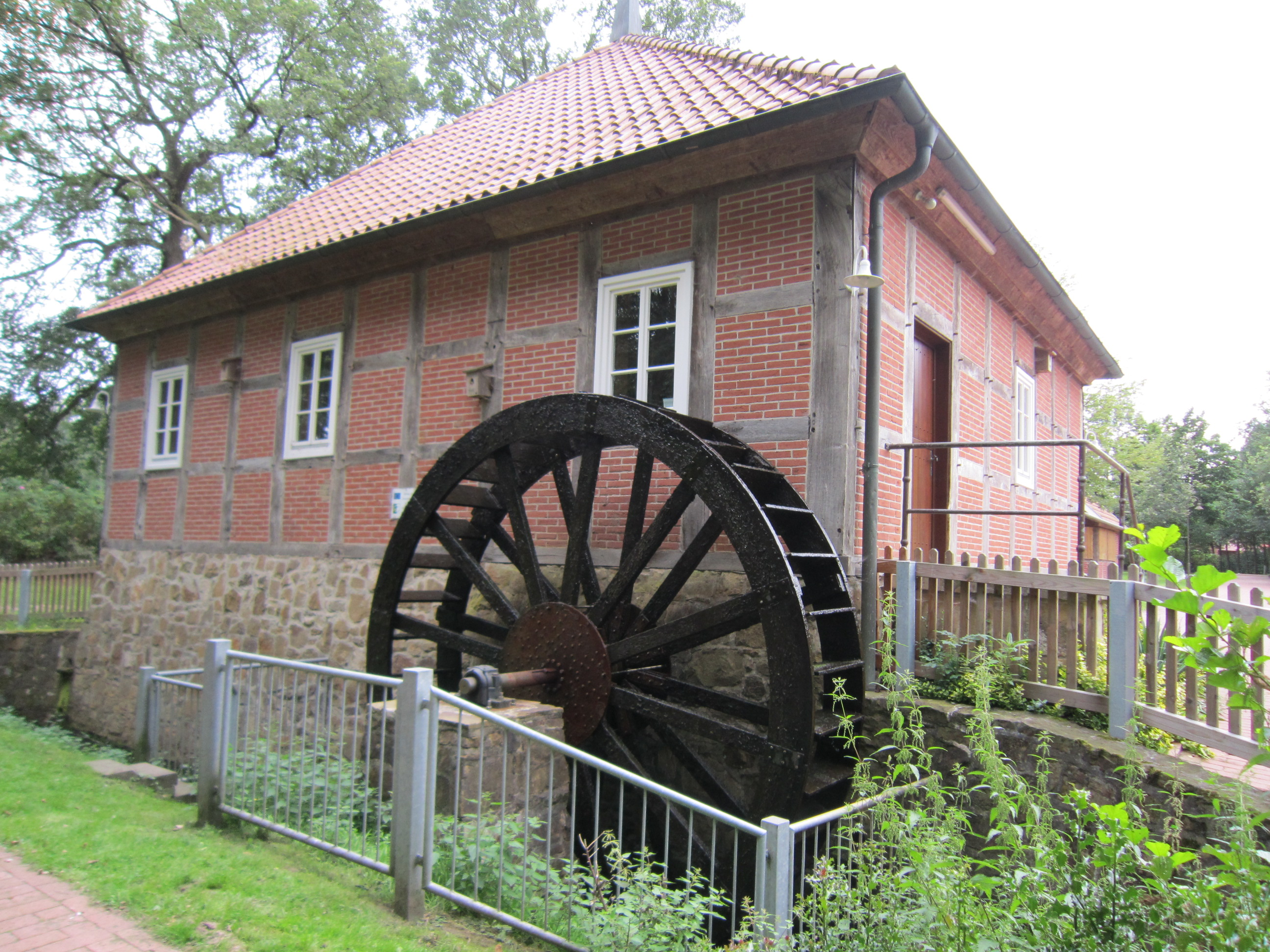
テルクカンプスミューレ

エッガーミューレンバッハ川沿いに水車「テルクカンプス・ミューレ」がある。この原型となる建物は1350年に建設された。現在の水車は1850年に始動した。1924年に、この上位射水方式の水車はタービンに置き換えられた。この水車は2つの挽き臼を駆動させるだけでなく、隣接するパン焼き窯の捏ね棒にも動力を伝えていた。ここでは黒パンが作られた。水車は1960年に稼働停止した。水車の新しい所有者は、自分の地所でこれを保存するつもりはなく、水車は1986年に取り壊され、エッガーミューレンバッハ川沿いの別の場所に再建された。1988年9月20日に水車の完成式典が行われ、郷土館として利用されることとなった。水車の輪は1989年10月6日に設置された。水車の付属建造物は、水車にふさわしい木組み建築である。鍬入れは1993年11月になされた。完成は1995年4月であった。建物内には古い農業機具や、馬が挽くことで稼働した「Kottmannsche Hofmühle」が展示されている。この水車は、多くの修復された木組み建築が建つ敷地全体とともにこの街の最も重要な観光資源である。修復された木組み建築の多くは、現在では農業目的に使われていない。
ケッテンカンプの見所へは観光街道「アルトラント＝ルート」をたどって行くことができる。

### スポーツ
- SV ケッテンカンプ
- TV ケッテンカンプ
- ケッテンカンプ乗馬クラブ

## 経済と社会資本

### 交通
オスナブリュック交通会社のベルゼンブリュック駅行きの定期バス路線が運行されている。この駅でオスナブリュック行きおよびオルデンブルク行きの列車に接続する。